# Dizuo
Dizuo est un astérisme de l'astronomie chinoise. Il est décrit dans le traité astronomique du Shi Shi. Il se compose d'une seule étoile, située au sein de la constellation occidentale d'Hercule. 

## Composition de l'astérisme
D'après le traité du Shi Shi et les cartes du ciel des époques ultérieures, Dizuo se compose d'une seule étoile, qui peut être identifiée avec une relative certitude, à savoir α Herculis (Ras Algethi).

## Symbolique
Dizuo occupe une place centrale, légèrement au nord du centre de Tianshi, un vaste ensemble de 22 étoiles représentant un mur d'enceinte en forme de deux arcs de cercle. Tianshi représente le marché céleste, mais est en vérité également un palais, muni de tout un ensemble d'officiels et de notables. Dizuo y occupe une place de choix, puisqu'il représente le trône de l'empereur.

## Astérismes associés
La totalité des astérismes situés à l'intérieur de Tianshi sont en rapport avec ce marché céleste, ou alors la cour de l'empereur. C'est en particulier le cas de Hou, un superviseur, ou un astrologue, Zong, un ancêtre important de la famille impériale, Zongzheng, un officiel, et Zongren, ses assistants, ainsi que Huanzhe, des administrateurs eunuques. Les autres astérismes de Tianshi sont, eux, plus explicitement en rapport avec le commerce.

## Référence
- (en) Sun Xiaochun et Jakob Kistemaker, The Chinese sky during the Han, New York, Éditions Brill, 1997, 247 p. (ISBN 9004107371), page 149.